# Široká dolina (Štiavnička)

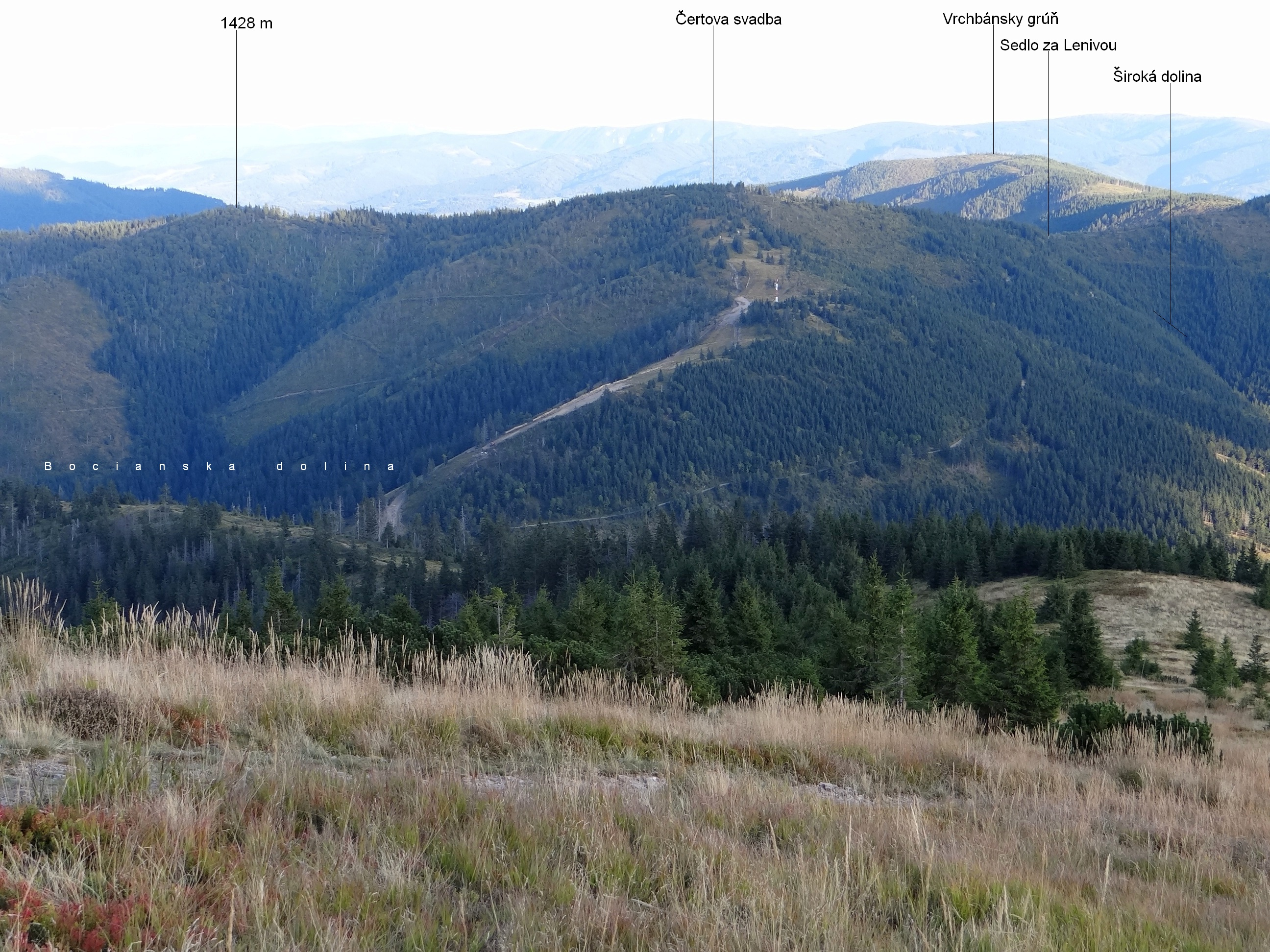

Široká dolina – dolina w Niżnych Tatrach na Słowacji. Jest orograficznie lewym odgałęzieniem doliny Štiavnička opadającej spod przełęczy Czertowica (Čertovica, 1238 m) na południowy zachód.
Prawe zbocza doliny tworzy grzbiet odbiegający od Czertowicy na szczyt Čertova svadba (1463 m), górą ogranicza ją grzbiet biegnący od  Čertovej svadby przez Sedlo za Lenivou po szczyt Beňuška. Po wschodniej stronie jego wierzchołka znajduje się niepozorny zwornik dla grzędy tworzącej lewe zbocza doliny. 
Dolinę całkowicie porasta las, jedynie na dnie jej wylotu jest polana z kilkudomową osadą. Dnem doliny spływa potok Štiavnička. Tylko najwyższe partie doliny (powyżej poziomicy 1300 m) znajdują się w obrębie Parku Narodowego Niżne Tatry, dolna część stoków jest poza granicami parku.
Zbocza doliny trawersuje droga leśna, którą poprowadzono szlak rowerowy nr 5577 (Okolo Beňušky).